# Языковой атлас Нижней Баварии
Языковой атлас Нижней Баварии (нем. Sprachatlas von Niederbayern, SNiB) — лингвистический атлас, описывающий диалекты Нижней Баварии. Разрабатывался университетом Пассау в рамках проекта «Баварский языковой атлас».
Подготовительная фаза работы началась в 1989 году и продолжалась до 1991. После создания основной книги вопросов началась работа с информантами, продолжавшаяся до 1998 года. С 2003 начинается издание.
На основе диалектологического материала параллельно разработке атласа производилась работа по описанию синтаксиса диалектов Нижней Баварии и созданию словаря.
Структура атласа (семь томов):
- Band 1: H.-W. Eroms, B. Röder, R. Spannbauer-Pollmann: Einführungsband mit Syntaxauswertung. Winter, Heidelberg 2006
- Band 2: R. Spannbauer-Pollmann: Wortgeographie I: Der Mensch und sein Umfeld. Winter, Heidelberg 2003
- Band 3: S. Ritt-Stadler, R. Spannbauer-Pollmann: Lautgeographie: Vokalismus. Winter, Heidelberg 2010
- Band 4: E. Holzer: Lautgeographie: Konsonantismus. Winter, Heidelberg 2005
- Band 5: G. Koch: Formengeographie I: Verbum. Winter, Heidelberg 2007
- Band 6: A. Dicklberger: Wortgeographie II: Zugtiere, Transportmittel, Wald und Holz. Winter, Heidelberg 2006
- Band 7: G. Meier: Formengeographie: Nomen. Winter, Heidelberg 2008